# Gábor Faldum
Gábor Faldum (* 24. Juni 1988 in Baja) ist ein ungarischer Duathlet und Triathlet, Staatsmeister Triathlon-Sprintdistanz (2015) und Olympiastarter (2016).

## Werdegang
Gábor Faldum wurde 1988 als drittes Kind in der Stadt Baja geboren. Er hat zwei ältere und zwei jüngere Schwestern.
2004 startete er bei der Duathlon-Weltmeisterschaft der Junioren und belegte als drittbester Ungar den 29. Rang. 2010 belegte er als bester Ungar den 15. Rang bei der U23-Weltmeisterschaft Triathlon.

2015 wurde er ungarischer Meister auf der Triathlon-Sprintdistanz.

### Olympische Sommerspiele 2016
Gábor Faldum startete im August 2016 bei den Olympischen Sommerspielen in Rio de Janeiro und belegte als bester Ungar den 20. Rang.

## Auszeichnungen
- Ungarischer Triathlet des Jahres 2014, 2015, 2016, 2017

## Sportliche Erfolge
| Datum/Jahr    | Rang | Wettbewerb                                  | Austragungsort       | Zeit     | Bemerkung                                   |
| ------------- | ---- | ------------------------------------------- | -------------------- | -------- | ------------------------------------------- |
| 13. Juli 2024 | 19   | ITU World Championship Series 2024          | Hamburg              | 00:51:08 |                                             |
| 11. Mai 2024  | 16   | ITU World Championship Series 2024          | Yokohama             | 01:43:24 |                                             |
| 15. Okt. 2022 | 2    | ITU Triathlon World Cup                     | Tongyeong            | 01:45:09 |                                             |
| 28. Mai 2022  | 39   | ITU Triathlon World Cup                     | Arzachena            | 00:59:08 |                                             |
| 19. März 2022 | 8    | Ironman 70.3 Lanzarote                      | Lanzarote            | 04:02:58 |                                             |
| 13. Juni 2021 | 8    | ITU Triathlon World Cup                     | Santa María Huatulco | 00:53:38 | hinter dem Kanadier Tyler Mislawchuk        |
| 15. Dez. 2019 | 1    | ATU Sprint Triathlon African Cup            | Dakar                | 00:55:56 |                                             |
| 20. Aug. 2016 | 20   | Olympische Sommerspiele 2016                | Rio de Janeiro       | 01:48:20 | als bester Ungar                            |
| 7. Mai 2016   | 1    | Kalterer See Triathlon                      | Kalterer See         |          |                                             |
| 20. Juni 2015 | 1    | HUN Sprint Triathlon National Championships | Baja                 | 00:55:28 | Ungarischer Meister Triathlon Sprintdistanz |
| 1. Juni 2013  | 2    | HUN Triathlon National Championships        | Balatonfured         | 01:48:19 | Vizemeister, hinter Tamás Tóth              |
| 5. Mai 2012   | 3    | Kalterer See Triathlon                      | Kalterer See         |          |                                             |
| 8. Sep. 2010  | 15   | ITU Triathlon World Championship U23        | Budapest             | 01:46:34 | U23-Weltmeisterschaft                       |

| Datum/Jahr   | Rang | Wettbewerb                                 | Austragungsort | Zeit     | Bemerkung                               |
| ------------ | ---- | ------------------------------------------ | -------------- | -------- | --------------------------------------- |
| 30. Mai 2004 | 29   | ITU Duathlon World Championship Junior Men | Geel           | 01:04:08 | Duathlon-Weltmeisterschaft der Junioren |

(DNF – Did Not Finish)